# Pimephales notatus
Pimephales notatus és una espècie de peix d'aigua dolça de la família dels ciprínids i de l'ordre dels cipriniformes.

## Morfologia
Els adults poden assolir els 11 cm de longitud total.

## Hàbitat
És comú en rierols rocosos clars de Nord-amèrica; també habita en grans rius, embassaments i llacs glacials al nord. Forma escoles a mitja aigua o prop del fons. Pon al niu fet pel mascle sota un objecte al fons en bancs de sorra o grava. Els ous es fixen a la part inferior de la coberta.

## Distribució geogràfica
S'alimenta d'algues, detritus, entomostraca i insectes immadurs, especialment larves i pupes de mosquits.